# Commodore 900
Commodore 900 (poznato kao Z-8000) bio je prototip računala koji je bio razvijen za poslovne svrhe i za grafičko projektiranje CAD koje je stvorila njemačka podružnica tvrtke Commodore International 1985. Ovaj projekt je prekinut kada je Commodore kupila Amigu. Svi prototipovi su bili prodani kao otpad, i samo je malo primjeraka do sada sačuvano. Računalo C900 bilo je izgrađeno oko mikroprocesora 16-bitnog Zilog Z8000, dok je operacijski sustav Coherent imao svojstva kao UNIX. Postojale su dvije inačice ovog stroja: grafička radna stanica s grafikom od 1024x800, te poslužitelj s tekstualnim grafičkim sučeljem.